# Annales Alamannici
Gli Annales Alamannici risultano una delle prime opere medievali realizzata sotto forma di annali che descrivono gli eventi dell'Europa dell'età di mezzo. La versione originale degli Annales Alamannici riferisce degli avvenimenti avvenuti tra gli anni dal 709 al 799. Questi testi fecero la loro comparsa in diversi monasteri della Svevia, venendo continuati in modo indipendente in diversi luoghi, ovvero nell'Abbazia di Reichenau fino al 939 (continuati da Hermannus Contractus), mentre nell'Abbazia di San Gallo fino al 926. La versione di San Gallo fu continuata dal 927 al 1059 sotto il nome di Annales Sangallenses maiores. Essi descrivono un numero limitato di eventi, in prosa breve, ma il loro valore per gli studiosi risiede nel loro stile tipicamente medievale dell'opera.

## Contenuto e stile
L'opera narra di eventi avvenuti nell'Europa centrale tra il 709 e il 799 con uno stile molto breve, quasi cronistico, e con scarsi approfondimenti sui singoli episodi analizzati. Molti studiosi moderni hanno ritenuto che, propria per via di queste limitazioni, il loro contributo a livello storico possa risultare limitato. Tuttavia, negli ultimi anni, storici come Hayden White hanno sostenuto che lo stile delle cronache ritrae una visione del mondo tipicamente medievale, in un principio secondo cui «sono le cose che accadono alle persone e non gli uomini che causano gli eventi». Per questo motivo, esse forniscono una visione del mondo di stampo medievale e di ciò che la gente del Medioevo considerava importante.

## Edizioni
- (DE) Annales Alamannici, in Untersuchungen zurfruhalemannischen Annalistik. Die Murbacher Annalen, Friburgo, W. Lendi, 1971.